# دارين ماستين
دارين ماستين (بالهولندية: Darren Maatsen)‏ (30 يناير 1991 بفلاردينجن في هولندا - ) هو لاعب كرة قدم هولندي في مركز الهجوم. لعب مع دين بوستش وغو أهد إيغلز ونادي إكسلسيور ونادي روس كاونتي وExcelsior Maassluis ‏ وAyia Napa FC ‏.

## وصلات خارجية
- دارين ماستين على موقع قاعدة بيانات كرة القدم.إي يو (الإنجليزية)
- دارين ماستين على موقع Soccerway.com (الإنجليزية)
- دارين ماستين على موقع عالم كرة القدم.نت (الإنجليزية)